# Культау
Культау (Куль-Тау,Тауку́ль, Таугу́ль, баш. Таукүл) — озеро в Альшеевском районе Башкортостана. Таукуль в переводе с башкирского языка означает «горное озеро».
Площадь озера составляет 0,8 км².

## Расположение
Озеро Культау раскинулось у подножья одного из трёх холмов — Абрашитовской горы, как называет его местное население, в южной части села Крымский (до 2005 — Посёлок Центральной усадьбы Раевского совхоза). В 1934 году, в год образования Раевского зерносовхоза, принято было решение о выборе места под центральную усадьбу совхоза у д. Таврическая Покровка на берегу озера Культау.

## Легенды
- Между озёрами Культау (с. Крымский) и Торнокуль (с. Абдрашитово) находится ещё одно небольшое круглое озеро Зириклыкуль. По легенде эти озера между собой сообщаются: старожилы рассказывают о том, что утонувшую в одном из озёр корову обнаружили в другом озере.

- По преданию внутри холмов-шиханов находятся могильники вождей кочевых племён.

- В годы войны, по рассказам старожилов, Культау полностью высохло. На этом месте косили камыши и собирали сено. До недавнего времени озеро питалось не только подземными, дождевыми и талыми водами, но и водами родника, который берёт начало в недрах Абдрашитовской горы. Несколько десятилетий назад к источнику была проложена водопроводная труба, через которую питьевой водой стали снабжаться дома жителей села.

## Биология озера
Озеро богатой рыбой, в нём водится серебристый карась. Встречаются экземпляры, которые весят до 1,2 кг. Водится много водоплавающей птицы: дикие утки-кряквы, лысухи, чирки, нырки, иногда залетают дикие гуси. Весной на озере неоднократно были замечены журавли, лебеди и цапли. Целыми колониями в озере живут ондатры.

## Загрязнение
Красота окружающей природы, обилие рыбы и птицы привлекают сюда рыбаков, охотников, туристов и просто отдыхающих. В некоторые летние выходные дни на берегу останавливает 100—150 машин. Браконьеры-рыбаки ставят сети длиною по 500 и даже 1100 метров. Браконьеры-охотники отстреливают дичь в неустановленные сроки. Туристы загрязняют водоём и его берега, в связи с этим, и другими обстоятельствами в 2014 году, озеро превратилось в маленькое болото.

## Название
Название озера в переводиться с башкирского языка как горное озеро (тау — гора, куль — озеро).